# Synagoge (Klatovy)

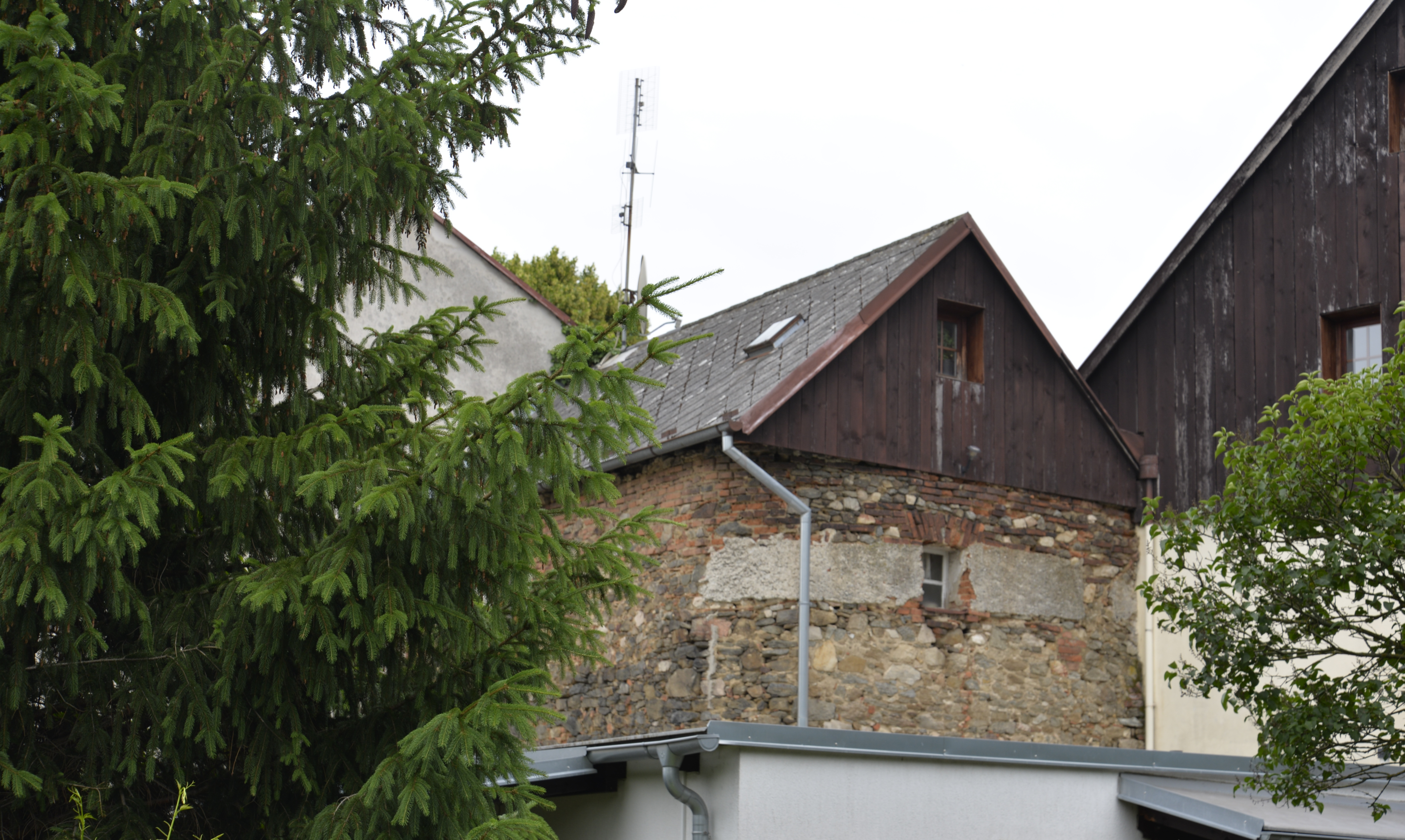
Synagogengebäude (2020)

Die Synagoge in der tschechischen Stadt Klatovy (deutsch: Klattau) im gleichnamigen Okres in der Region Pilsen wurde 1876 (nach anderen Quellen 1873) erbaut.

## Beschreibung
Gegen Ende des 19. Jahrhunderts lebten über 700 Juden in der Stadt; dazu kamen weitere aus dem Umland, so dass sich die Gesamtzahl auf circa 1300 addierte.
Während der deutschen Besatzung wurde die Synagoge 1941 von tschechischen Faschisten verwüstet, das Gebäude aber nicht zerstört. Der Bürgermeister wollte sie vor Gericht bringen, wurde aber auf deutschen Druck daran gehindert.
Die Synagoge bestand aus dem Gebetsraum der Männer mit mehr als 200 Sitzplätzen sowie entlang drei Seiten einer Empore für die Frauen. Diese war über eine 1901 angebrachte Außentreppe zu erreichen. 1936 wurde die Innenausstattung restauriert.
In den 1960er Jahren wurde sie zum Bezirksarchiv umgebaut, wobei der Synagogencharakter erheblich verändert wurde. 1989 wurde sie an die jüdische Gemeinde zurückgegeben. Seit 2015 gab es Verhandlungen zwischen der jüdischen Gemeinde Pilsen, Vertretern der Stadt Klatovy und der Region Pilsen, ob eine Lösung gefunden werden kann, um die Synagoge zu retten, wiederherzustellen und wiederzubeleben.
Im Herbst 2018 verkaufte die jüdische Gemeinde Pilsen das Synagogengebäude jedoch an einen privaten Eigentümer. Es ist für die Öffentlichkeit nicht zugänglich.

## Die Torarollen
Trotz der Verwüstung der Synagoge in 1941 waren die Torarollen erhalten geblieben. Sie wurden zunächst im Jüdischen Museum in Prag aufbewahrt. 1963/64 wurden von der tschechischen Regierung 1500 Torarollen, davon einige aus Klatovy, nach England verkauft.